# Śnieżne Wrótka
Śnieżne Wrótka (słow. Snehové vrátka) – wybitna przełęcz w słowackiej części Tatr Wysokich, położona w ich grani głównej. Znajduje się w masywie Śnieżnego Szczytu i oddziela postrzępioną grań Śnieżnych Czub na zachodzie od Śnieżnego Mniszka na wschodzie.
Przełęcz jest wyłączona z ruchu turystycznego. Północne stoki opadają ze Śnieżnych Wrótek do Śnieżnego Bańdziocha – górnego piętra Doliny Czarnej Jaworowej, południowe natomiast zbiegają do górnego piętra Doliny Pięciu Stawów Spiskich. Od obu stron na przełęcz wprowadzają rynny.
Pierwszego wejścia na przełęcz dokonali Zygmunt Klemensiewicz i Roman Kordys 27 sierpnia 1907 r.